# Kiti Grosar
Kiti Grosar, slovenska šahistka, * 24. februar 1976. 
Januarja 1998 je dosegla svoj najvišji rating 2290. V letih 1992, 1994 in 1998 je osvojila državno prvenstvo Slovenije.
Tudi njen brat Aljoša Grosar je šahist.